# Jaderná elektrárna Š'-tao-wan
Jaderná elektrárna Š'-tao-wan (čínsky znaky tradiční 石岛湾核电站) je provozní jaderná elektrárna v Číně. Nachází se v provincii Šan-tung poblíž města Žung-čcheng. Elektrárnu vlastní a provozuje společnost Huaneng Shandong Shidao Bay Nuclear Power Company.

## Historie a technické informace

### Počátky
Dne 23. února 2005 oznámil Provinční výbor pro rozvoj a reformy plány na výstavbu jaderné elektrárny Chaj-jang, Jen-tchaj a Žung-čcheng s celkovou možnou kapacitou až 30 GW. Elektrárny si měly být technicky podobné a každá měla stát 40 až 80 miliard juanů (4,8 až 9,6 miliardy dolarů). Všechny bloky elektrárny jsou na stejném místě, ale mají rozdílnou historii a odlišné parametry.

### HTR-PM
V roce 2005 bylo stanoveno, že elektrárna bude testovacím místem pro první vysokoteplotní reaktor typu HTR-PM v zemi. Plány počítaly s výstavbou jednoho bloku s kapacitou 200 MW v první fázi za cenu přibližně 3 miliardy juanů (375 milionů amerických dolarů). Dne 24. listopadu 2005 byla schválena předběžná bezpečnostní zpráva pro demonstrační blok. Do roku 2007 byl areál z velké části rozvinut v rámci příprav na výstavbu. Během roku 2008 byly provedeny další rozvojové práce, včetně výstavby vodovodu a infrastruktury, výstavby další hlavní přístavní cesty a instalace elektrických přípojek. Dne 8. října 2008 podepsala skupina China Huaneng první smlouvy na dodávku hlavních komponentů. Výkop stavební jámy začal 1. září 2008 a byl dokončen 12. června 2009. Mezi 15. a 16. červnem 2009 Národní úřad pro jadernou bezpečnost provedl inspekci výkopové jámy elektrárny a prošel si kontrolu kvality. Základy byly vykopány do hloubky 18,6 metrů a celkem bylo odvezeno 180 000 metrů krychlových zeminy. Dne 20. října 2009 společnost Huaneng Power International, dceřiná společnost skupiny Huaneng, zvýšila fixní kapitál jaderné elektrárny na 5 miliard juanů. Dne 4. března 2011 byla německá společnost SGL Carbon pověřena výrobou 500 000 grafitových koulí pro palivo. Koule měly být vyrobeny do konce roku 2013.
Dne 2. března 2011 schválila Národní komise pro rozvoj a reformy stavební povolení pro blok po dlouhém odkladu, což znamenalo, že výstavba mohla začít. Nicméně 11. března 2011 došlo k zemětřesení v Tóhoku v Japonsku, během kterého byla jaderná elektrárna Fukušima Daiči vážně poškozena tsunami vyvolanou zemětřesením, čímž došlo k její havárii. Dne 16. března 2011 proto Čínská lidová republika bez výjimky zastavila udělování licencí novým jaderným elektrárnám. Představenstvo společnosti Huaneng Power International oznámilo, že elektrárna již byla schválena a že výstavba se proto může očekávat v blízké budoucnosti. Blok tak nebyl ovlivněn a omezením se vyhnul. Zejména bylo zdůrazněno, že blok je reaktorem čtvrté generace, a proto je bezpečnější. Vzhledem k katastrofě v Japonsku však byly pro blok nutné některé vylepšení specifické pro jeho konstrukci, což zpozdilo zahájení výstavby a znamenalo, že se musí vydat nová licence a tedy omezení pro blok také platí. V červenci 2012 však bylo zajištěno, že blok bude první na seznamu a bude mu znovu udělena licence. K 24. říjnu 2012 bylo zmrazení licencí pro jadernou elektrárnu zrušeno a práce byly ihned obnoveny. Dne 21. prosince 2012 Národní úřad pro jaderný dohled znovu schválil stavební licenci pro blok.

#### Výstavba
Projektovaná doba výstavby reaktoru HTR-PM je 48 měsíců. Podle plánu měla být výstavba bloku zahájena již v roce 2006. Tento termín však nebylo možné dodržet, protože nebyla schválena lokalita elektrárny. V říjnu 2008 se předpokládalo, že výstavba by mohla začít v září 2009. Výstavba bloku oficiálně začala 21. prosince 2012. Dne 28. března 2013 získala společnost COMELEC zakázku na výstavbu systému chlazení plynu pro reaktor. Hodnota zakázky byla stanovena na pět miliard juanů.

#### Uvedení do provozu
Počáteční plány z roku 2005 naznačovaly, že blok bude v provozu do roku 2010. V dubnu 2008 bylo uvedení do provozu oznámeno na rok 2013. Kvůli katastrofě ve Fukušimě Daiči v březnu 2011 bylo uvedení do provozu podle odhadů odloženo na rok 2014. Blok byl připojen k síti 14. prosince 2021 a do komerčního provozu přešel 6. prosince 2023.

### CAP1400
V listopadu 2007 podepsala skupina China Huaneng (CHNG) smlouvu se skupinou China General Nuclear Power Group (CGN) na výstavbu čtyř tlakovodních reaktorů CPR-1000. Krátce poté bylo rozhodnuto o výstavbě dvou CAP1400 založených na AP1000 a předběžné práce na stavbě CPR-1000 byly zrušeny. Bloky mají nechronologické značení a jsou označeny jako SN-1 a SN-2 (State Nuclear).

#### Výstavba
Ačkoli pro první dva bloky neexistovalo oficiální stavební povolení, výstavba turbínové budovy pro 1. blok začala v dubnu 2015. V březnu 2017 byla dokončena tlaková zkouška reaktoru; tlaková nádoba reaktoru byla dodána společností China First Heavy Machinery Group a váží přibližně 487 tun. Náklady na výstavbu dvou bloků byly v roce 2014 stanoveny na 6,5 miliardy dolarů.
Oba bloky mají hrubý výkon 1530 MW a čistý výkon 1400 MW. Odlévání základové desky první reaktorové budovy začalo 19. června 2019 a veškeré stavební práce na úpravně chladicí vody, turbínové hale a reaktoru byly dokončeny v červenci 2024. Synchronizace sítě proběhla 31. října 2024 a komerční provoz nastal 5. prosince 2024.
Výstavba druhého bloku byla zahájena 21. dubna 2020. Vnitřní a vnější kontejnment byly uzavřeny do července 2024. Uvedení do provozu se očekává v roce 2025.

### Hualong One
Původně bylo plánováno postavit na místě čtyři bloky typu CAP1000 o hrubém výkoonu 1250 MW každý. Dne 31. července 2023 však schválila Státní rada Čínské lidové republiky výstavbu dvou bloků HPR1000. Ta byla později rozšířena na čtyři bloky.

#### Výstavba
Výstavba prvního bloku byla zahájena 8. července 2024 a druhého 8. května 2025. Další bloky jsou plánovány.

## Informace o reaktorech
| Reaktor           | Typ reaktoru | Výkon   | Výkon   | Zahájení výstavby | Připojení k síti | Uvedení do provozu | Uzavření |
| Reaktor           | Typ reaktoru | Čistý   | Hrubý   | Zahájení výstavby | Připojení k síti | Uvedení do provozu | Uzavření |
| ----------------- | ------------ | ------- | ------- | ----------------- | ---------------- | ------------------ | -------- |
| Š'-tao-wan-HTR-PM | HTR-PM       | 200 MW  | 211 MW  | 9. 12. 2012       | 14. 12. 2021     | 6. 12. 2023        |          |
| Š'-tao-wan-1      | Hualong One  | 1117 MW | 1210 MW | 8. 7. 2024        |                  | 2029               |          |
| Š'-tao-wan-2      | Hualong One  | 1117 MW | 1210 MW | 8. 5. 2025        |                  | 2030               |          |
| Š'-tao-wan-3      | Hualong One  | 1117 MW | 1210 MW |                   |                  |                    |          |
| Š'-tao-wan-4      | Hualong One  | 1117 MW | 1210 MW |                   |                  |                    |          |
| Š'-tao-wan-SN-1   | CAP1400      | 1400 MW | 1530 MW | 19. 6. 2019       | 5. 11. 2024      | 5. 12. 2024        |          |
| Š'-tao-wan-SN-2   | CAP1400      | 1400 MW | 1530 MW | 21. 4. 2020       |                  |                    |          |